# Bầu cử Đặc khu trưởng Hồng Kông 2022
Cuộc bầu cử Đặc khu trưởng Hồng Kông năm 2022 được tổ chức vào ngày 8 tháng 5 năm 2022 để bầu đặc khu trưởng thứ 6, thủ trưởng hành chính của Hồng Kông. Đặc khu trưởng đương nhiệm Lâm Trịnh Nguyệt Nga, được bầu vào năm 2017, từ chối ứng cử nhiệm kỳ thứ hai vì lý do gia đình. Nguyên giám đốc Sở Chính vụ Lý Gia Siêu là ứng cử viên duy nhất được chính phủ trung ương Trung Quốc phê duyệt và là ứng cử viên duy nhất được đề cử. Ông trúng cử đặc khu trưởng với 1.416 phiếu bầu (99,44%) và nhậm chức vào ngày 1 tháng 7 năm 2022.

## Bối cảnh

### Vấn đề phổ thông đầu phiếu
Đặc khu trưởng được Ủy ban Bầu cử bầu ra. Thành phần Ủy ban Bầu cử chủ yếu là các chính trị gia, tài phiệt phe kiến chế. Kể từ khi chuyển giao Hồng Kông vào năm 1997, phổ thông đầu phiếu là vấn đề chủ đạo trong chính trị Hồng Kông vì Điều 45 Luật Cơ bản Hồng Kông quy định "mục tiêu cuối cùng là đặc khu trưởng được bầu bằng phổ thông đầu phiếu theo trình tự dân chủ sau khi được một ủy ban đề cử có tính đại diện rộng rãi đề cử" nhưng việc này vẫn chưa được thực hiện.

### Biến động chính trị
Lâm Trịnh Nguyệt Nga trúng cử đặc khu trưởng vào năm 2017. Nhiệm kỳ của bà có nhiều tranh cãi do các chính sách không được dư luận ủng hộ và các bê bối liên quan đến thành viên Chính phủ. Năm 2019, Chính phủ trình dự luật dẫn độ trước Hội đồng Lập pháp, gây ra các cuộc biểu tình lớn phản đối dự luật trên khắp Hồng Kông. Dưới sức ép dư luận, Chính phủ rút dự luật nhưng không xoa dịu được phong trào biểu tình.
Năm 2020, luật an ninh quốc gia Hồng Kông được Chính phủ Trung Quốc thông qua để dập tắt phong trào biểu tình. Năm 2021, 47 nhà hoạt động dân chủ Hồng Kông bị khởi tố vi phạm luật an ninh quốc gia, dẫn đến việc giải thể hầu hết các đảng, tổ chức chính trị phe dân chủ. Chế độ bầu cử được cải cách toàn diện, xác lập nguyên tắc "người yêu nước quản lý Hồng Kông" và giao Ủy ban Bầu cử do phe kiến chế chi phối bầu 40 nghị viên Hội đồng Lập pháp. Số lượng nghị viên được bầu trực tiếp giảm từ 35 nghị viên xuống còn 20 nghị viên. Ủy ban thẩm tra tư cách ứng cử viên được thành lập để thẩm tra tư cách của ứng cử viên đặc khu trưởng, nghị viên Hội đồng Lập pháp và ủy viên Ủy ban bầu cử căn cứ kết luận của Ủy ban bảo vệ an ninh quốc gia Hồng Kông theo đánh giá của Cục An ninh quốc gia thuộc Lực lượng Cảnh sát Hồng Kông. Quyết định của Ủy ban thẩm tra tư cách ứng cử viên không thể bị khởi kiện. Các tổ chức Hồng Kông phe kiến chế được đề cử ủy viên vào Ủy ban Bầu cử. Số ủy viên Ủy ban Bầu cử dựa chức tăng lên trong khi số ủy viên được bầu trực tiếp giảm xuống. Những thay đổi này nhằm vô hiệu hóa phe dân chủ trong cuộc bầu cử Hội đồng Lập pháp 2020.

## Trước thời gian đề cử
Ngày 18 tháng 2 năm 2022, Chính phủ Hồng Kông dùng Pháp lệnh Quy định khẩn cấp để hoãn lại cuộc bầu cử đặc khu trưởng từ ngày 27 tháng 3 năm 2022 đến ngày 8 tháng 5 năm 2022 với lý do kiểm soát đại dịch COVID-19 theo lệnh của Tổng Bí thư Đảng Cộng sản Trung Quốc Tập Cận Bình, mặc dù Đặc khu trưởng Lâm Trịnh Nguyệt Nga chỉ một tuần trước đó đã nói rằng không cần phải hoãn lại cuộc bầu cử. Cuối tháng 3, có tin đồn rằng cuộc bầu cử có thể bị hoãn lại một năm và nhiệm kỳ của chính phủ đương nhiệm được gia hạn thêm một năm.

## Đề cử
Thời gian đề cử bắt đầu vào ngày 3 tháng 4 và kết thúc đến ngày 16 tháng 4, hạn chót nộp đơn đề cử là ngày 14 tháng 4 để tránh kỳ nghỉ lễ Phục sinh. Ứng cử viên đặc khu trưởng phải được ít nhất 188 ủy viên Ủy ban Bầu cử đề cử với ít nhất 15 ủy viên từ mỗi ngành của Ủy ban Bầu cử.

### Lý Gia Siêu trong cánh gà
Ngày 4 tháng 4, Đặc khu trưởng Lâm Trịnh Nguyệt Nga tuyên bố sẽ không tranh cử nhiệm kỳ thứ hai và sẽ hoàn toàn rời khỏi chính trường để dành nhiều thời gian hơn cho gia đình. Bà cho biết bà đã thông báo với Quốc vụ viện về quyết định không tái tranh cử vào đầu năm 2021. Truyền thông Hồng Kông sau đó nói bóng gió rằng Giám đốc Sở Chính vụ Lý Gia Siêu có thể là ứng cử viên đặc khu trưởng duy nhất Văn phòng Liên lạc Chính phủ nhân dân trung ương tại Hồng Kông được cho là đã thông báo với các ủy viên Ủy ban Bầu cử vào ngày 6 tháng 4 rằng Lý Gia Siêu sẽ là ứng cử viên duy nhất với "sự chấp thuận" của chính phủ trung ương.
Ngày 6 tháng 4, Lý Gia Siêu tuyên bố từ chức giám đốc Sở Chính vụ và ý định ứng cử đặc khu trưởng trong cuộc bầu cử sắp tới. Ngày 8 tháng 4, đơn từ chức của ông được Quốc vụ viện chấp thuận. Lý Gia Siêu chính thức tuyên bố sẽ ứng cử đặc khu trưởng vào cuối ngày hôm đó và tổ chức một cuộc họp báo vào ngày 9 tháng 4.
Ngày 13 tháng 4, Lý Gia Siêu được 786 ủy viên Ủy ban Bầu cử đề cử và được xác nhận tư cách ứng cử viên vào ngày 18 tháng 4. Ông là ứng cử viên đặc khu trưởng duy nhất và đã nhận được sự đề cử của một nửa Ủy ban Bầu cử.

### Phản ứng
Lý Gia Siêu được kỳ vọng sẽ có đủ số lượng đề cử và chắc chắn trúng cử đặc khu trưởng. Văn phòng vận động tranh cử của ông gồm 16 phó giám đốc được chọn từ những nhân vật chính trị có ảnh hưởng của phe kiến chế, một số người đã làm việc cho Lâm Trịnh Nguyệt Nga, Lương Chấn Anh và Tăng Âm Quyền. Bốn công ty phát triển bất động sản lớn cũng ủng hộ Lý Gia Siêu.
Sự nghiệp lâu năm của Lý Gia Siêu trong Lực lượng Cảnh sát làm dấy lên mối lo ngại về thái độ cứng rắn và thiếu kinh nghiệm của ông. Ông cũng bị chỉ trích là "yếu ớt và thiếu chuẩn bị một cách đáng ngạc nhiên" trong một cuộc họp báo "được dàn dựng cẩn thận", mà không có thông tin chi tiết về bản tuyên ngôn tranh cử. Chủ tịch Đảng Dân chủ La Kiện Hy nhận xét rằng việc Lý Gia Siêu được đề cử cho thấy chính phủ trung ương đã quyết định theo đường lối cứng rắn.

## Quy trình bầu cử
Đặc khu trưởng do Ủy ban Bầu cử bầu ra. Ứng cử viên phải được ít nhất 188 ủy viên Ủy ban Bầu cử đề cử. Ứng cử viên nhận được ít nhất quá nửa tổng số phiếu bầu sẽ được Quốc vụ viện bổ nhiệm làm đặc khu trưởng.

## Ứng cử viên

### Được đề cử
| Ứng cử viên | Ứng cử viên | Ứng cử viên        | Năm sinh                     | Đảng                           | Chức vụ trước                    | Vận động tranh cử                                                                                                | Số lượng đề cử    |
| ----------- | ----------- | ------------------ | ---------------------------- | ------------------------------ | -------------------------------- | --- | ----------------- |
|             |             | Lý Gia Siêu 李家超 | 7 tháng 12 năm 1957(64 tuổi) | Không đảng phái (Phe kiến chế) | Giám đốc Sở Chính vụ (2021–2022) | Tôi và chúng ta Cùng mở chương mới Tuyên bố ứng cử: ngày 9 tháng 4 năm 2022 Được đề cử: ngày 13 tháng 4 năm 2022 | 786 / 1.454 (54%) |

### Không được đề cử
Những ứng cử viên sau đây không được đề cử:
- Ahm Warm-sun[34]
- Lai Hung-mui, nhân viên bảo vệ[34]
- Tiên Quốc Lâm, nhà sản xuất phim, doanh nhân, bậc thầy kung fu, người nổi tiếng trên mạng phe kiến chế,[35][34] rút lui vào ngày 14 tháng 4 và ủng hộ Lý Gia Siêu[36]
- Siu Tak-keung, kỹ sư phần mềm[34]
- Titus Wu Sai-chuen, nhà đầu tư bất động sản, cựu đảng viên Liên minh Dân chủ Xây dựng Hồng Kông và Hiệp tiến[37][34]
- Wong Man-hong[34]

### Từ chối ứng cử
Những người sau đây đã bày tỏ ý định ứng cử hoặc được coi là ứng cử viên tiềm năng nhưng không được chính phủ trung ương phê duyệt hoặc quyết định không ứng cử:
- Trần Mậu Ba, giám đốc Sở Tài chính đương nhiệm,[38][39][40][34] ám chỉ không ra tranh cử sau khi Lý Gia Siêu từ chức[30]
- Trần Phùng Phú Trân, nguyên tổng giám đốc Tổ chức Y tế Thế giới,[38][41] đề cử Lý Gia Siêu
- Trần Đức Lâm, nguyên giám đốc Cục Quản lý tiền tệ Hồng Kông,[38][42][43] tham gia văn phòng vận động tranh cử của Lý Gia Siêu[44]
- Hà Trụ Quốc, ủy viên Ủy ban toàn quốc Hội nghị hiệp thương chính trị nhân dân Trung Quốc và chủ tịch Công ty hữu hạn Tập đoàn tin tức Tinh Đảo,[45][46] đề cử Lý Gia Siêu
- Lương Chấn Anh, phó chủ tịch Ủy ban toàn quốc Hội nghị hiệp thương chính trị nhân dân Trung Quốc và nguyên đặc khu trưởng,[38][47][48][49][50][34] đề cử Lý Gia Siêu

Những người sau đây công khai từ chối ứng cử đặc khu trưởng:
- Lý Tiểu Gia, cựu giám đốc điều hành Công ty hữu hạn Giao dịch và Bù trừ Hồng Kông[51][52]
- Trần Trí Tư, người triệu tập các thành viên không chính thức của Hội đồng Hành chính[53]
- Diệp Lưu Thục Nghi, chủ tịch Đảng Tân Dân, thành viên Hội đồng Hành chính, nghị viên Hội đồng Lập pháp[54][38][55][56]
- Lâm Trịnh Nguyệt Nga, đặc khu trưởng đương nhiệm[2][3]
- Đặng Bỉnh Cường, cục trưởng Cục Bảo an[57]
- Đường Anh Niên, nguyên giám đốc Sở Chính vụ, ứng cử viên đặc khu trưởng năm 2012[58]
- Tăng Ngọc Thành, nguyên chủ tịch Hội đồng Lập pháp [59]
- Tăng Tuấn Hoa, nguyên giám đốc Sở Tài chính và ứng cử viên đặc khu trưởng năm 2017[60]

## Vận động tranh cử

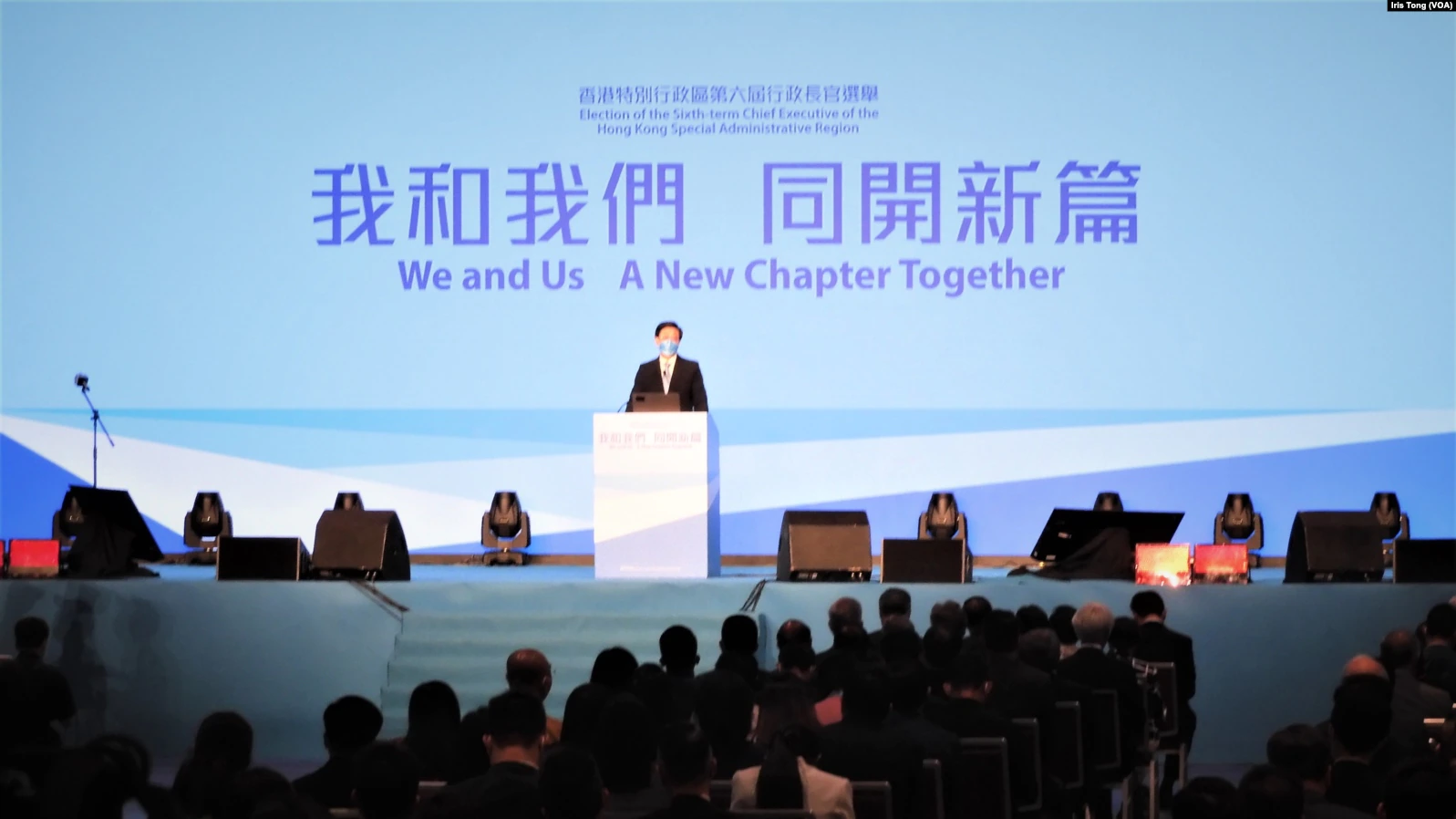
Mít tinh bầu cử của Lý Gia Siêu vào ngày 6 tháng 5

Ngày 29 tháng 4, Lý Gia Siêu công bố bản tuyên ngôn tranh cử, cam kết sẽ tăng cường quản lý nhà nước, tăng nguồn cung đất đai nhà ở, cải thiện năng lực cạnh tranh của Hồng Kông, xây dựng một xã hội quan tâm nếu trúng cử và ban hành luật an ninh riêng của Hồng Kông theo Điều 23 Luật Cơ bản Hồng Kông. Bản tuyên ngôn của Lý Gia Siêu là bản tuyên ngôn được công bố muộn nhất và ngắn nhất trong tất cả các bản tuyên ngôn của các ứng cử viên đặc khu trưởng trước đây.
Ngày 19 tháng 4, kênh YouTube của Lý Gia Siêu bị Google vô hiệu hóa theo lệnh trừng phạt của Hoa Kỳ. Bộ Ngoại giao Trung Quốc chỉ trích động thái của Google và cáo buộc Hoa Kỳ can thiệp vào cuộc bầu cử của Hồng Kông. Tài khoản Facebook của Lý Gia Siêu bị hủy tính năng kiếm tiền và bị cấm sử dụng các dịch vụ thanh toán.

## Kết quả

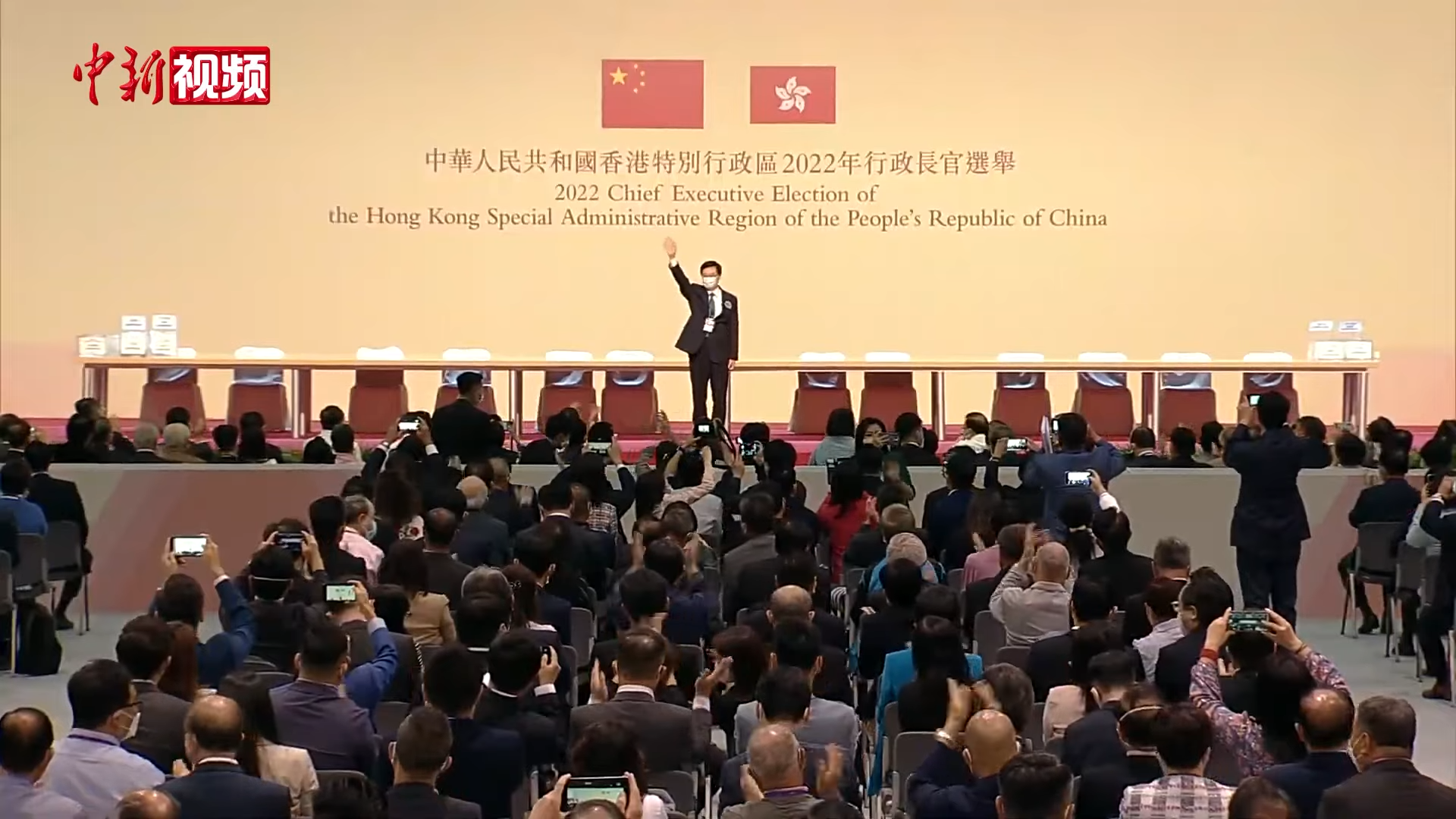
Lý Gia Siêu được tuyên bố trúng cử tại Trung tâm Hội nghị Triển lãm Hồng Kông vào ngày 8 tháng 5 năm 2022.

Đây là cuộc bầu cử đặc khu trưởng đầu tiên chi có một ứng cử viên kể từ khi Điều lệ bầu cử đặc khu trưởng được sửa đổi vào năm 2006 để quy định về trường hợp chỉ có một ứng cử viên.

Cuộc bầu cử được tổ chức tại Trung tâm Hội nghị Triển lãm Hồng Kông từ 9 giờ đến 11 giờ 30 phút vào ngày 8 tháng 5 năm 2022 và tại Trung tâm kiểm dịch Vịnh Trúc Cao từ 9 đến 10:30 sáng. Việc kiểm phiếu tại Trung tâm Hội nghị Triển lãm Hồng Kông hoàn tất trong vòng 23 phút và kết quả bầu cử được công bố vào lúc 12:28. Lý Gia Siêu được tuyên bố trúng cử đặc khu trưởng với 1.416 phiếu ủng hộ, tám phiếu không ủng hộ và bốn phiếu trắng. 33 ủy viên Ủy ban Bầu cử không tham gia bỏ phiếu.
| Ứng cử viên                  | Ứng cử viên                  | Đảng                         | Phiếu bầu | %      |
| ---------------------------- | ---------------------------- | ---------------------------- | --------- | ------ |
|                              | Lý Gia Siêu                  | Không đảng phái              | 1.416     | 99.44  |
| Không ủng hộ                 | Không ủng hộ                 | Không ủng hộ                 | 8         | 0.56   |
| Tổng cộng                    | Tổng cộng                    | Tổng cộng                    | 1.424     | 100.00 |
|                              |                              |                              |           |        |
| Phiếu bầu hợp lệ             | Phiếu bầu hợp lệ             | Phiếu bầu hợp lệ             | 1.424     | 99.72  |
| Phiếu bầu không hợp lệ/trống | Phiếu bầu không hợp lệ/trống | Phiếu bầu không hợp lệ/trống | 4         | 0.28   |
| Tổng cộng phiếu bầu          | Tổng cộng phiếu bầu          | Tổng cộng phiếu bầu          | 1.428     | 100.00 |
| Cử tri phiếu bầu đã đăng ký  | Cử tri phiếu bầu đã đăng ký  | Cử tri phiếu bầu đã đăng ký  | 1.461     | 97.74  |
| Nguồn:                       |                              |                              |           |        |

## Phản ứng

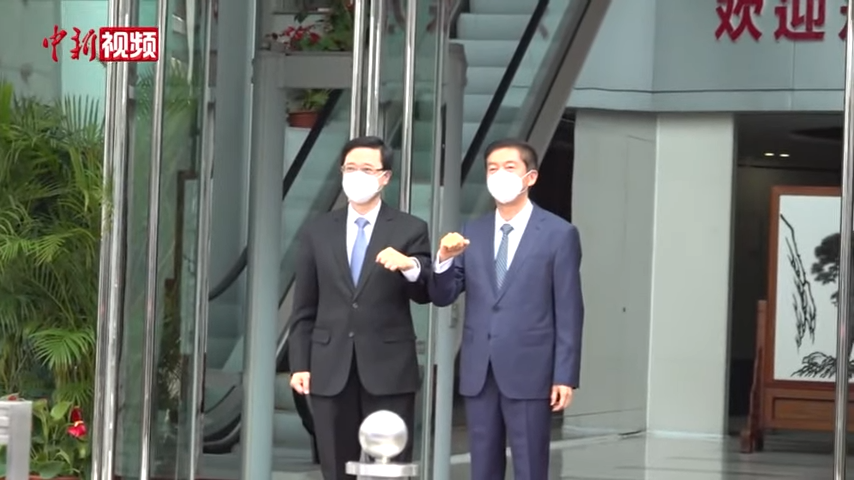
Lý Gia Siêu và Lạc Huệ Ninh tại Văn phòng Liên lạc Chính phủ nhân dân trung ương tại Hồng Kông vào ngày 9 tháng 5 năm 2022.

Văn phòng Liên lạc Chính phủ nhân dân trung ương tại Hồng Kông, Đặc khu trưởng Lâm Trịnh Nguyệt Nga, Phòng Thương mại chung Hồng Kông và nhiều đảng phe kiến chế chúc mừng Lý Gia Siêu trúng cử đặc khu trưởng.
Liên minh châu Âu chỉ trích cuộc bầu cử là vi phạm các nguyên tắc dân chủ, đa nguyên chính trị và là một bước nữa trong việc phá bỏ nguyên tắc "một quốc gia, hai chế độ". G7 ra một tuyên bố chỉ trích cuộc bầu cử là một phần của cuộc tấn công liên tục vào đa nguyên chính trị và các quyền tự do cơ bản, đồng thời kêu gọi Trung Quốc thực hiện các nghĩa vụ pháp lý của mình.